# Dry River (Jamaika)
Der Dry River ist ein Fluss in Jamaika. Er verläuft durch den Parish Saint Mary.

## Quelle
Die Quelle des Flusses liegt in einem Gebiet mit dem Namen Cocoa Wood, auf der Grenze zwischen den beiden Parishes Saint Mary und Portland. Sie bildet sich aus zehn Bächen, die in beiden Bundesstaaten entspringen. Die höchste dieser Quellen liegt auf der Ostseite des Telegraph Mountain in einer Höhe von ca. 1200 Metern. Er ist Teil einer Gebirgskette mit den Namen Grand Ridge, ein Ausläufer der Blue Mountains.

## Verlauf und Infrastruktur
Der Dry River passiert während seines Verlaufes mehrere kleine Ortschaften. Er verläuft von den Grand Ridge, entlang des Mount Joseph, mit einigen leichten Windungen Richtung Norden und mündet westlich von der Ortschaft Golden Grove an der Fig Tree Bay in den karibischen Ozean.
Der größte Fluss, der in den Dry River fließt, ist der May River. 
Über den Dry River führen insgesamt vier Brücken. Die erste befindet sich in Timsberry, wo der Fluss von Osten nach Westen verläuft. Die zweite Überführung liegt im benachbarten Enfield. Die beiden anderen Brücken finden sich erst nahe dem Ozean. Über eine der Brücken führt die A4, die Kingston mit Annotto Bay verbindet. Über eine weitere führt eine Eisenbahnlinie.

## Ortschaften
Der Dry River passiert folgende Ortschaften:
| - Perrys Tavern Gap - Warminister - Mount Joseph - Evandale - Happy Hut - Two Paths - Timsberry - Enfield - Juno Pen Village - Fort Stewart |

## Verwechslungen
In Jamaika gibt es außer den hier aufgeführten Fluss noch weitere Gewässer mit demselben Namen. Jedoch sind dies allesamt kleine Nebenflüsse oder Bäche.